# Heide Ackermann
Heide Ackermann (* 1. Dezember 1943 in Fischbachau, Bayern) ist eine deutsche Volks-, Fernseh- und Theaterschauspielerin.

## Leben
Heide Ackermann machte von 1962 bis 1965 eine Schauspielausbildung an der Schauspielschule Zerboni in Grünwald.
Ackermann ist regelmäßig im Komödienstadel des Bayerischen Rundfunks in verschiedenen Rollen zu sehen. Neben Theaterengagements in der Komödie im Bayerischen Hof in München und der Komödie in der Steinstraße in Düsseldorf spielt Ackermann in zahlreichen Fernsehserien meist die gutmütige Bayerin, zum Beispiel die Frau Traunspurger in Franzi.
Heide Ackermann hat eine Tochter und ist geschieden. Sie ist eine Cousine der Schauspielerin Ellen Schwiers.

## Filme (Auswahl)
- 1965: Der Spielverderber – Das kurze, verstörte Leben des Kaspar Hauser (Fernsehfilm)
- 1974: Das Paradeisspiel (Kurzfilm)
- 1974: Goldfüchse
- 1976: Ich will doch nur, daß ihr mich liebt
- 1981: Die Rumplhanni (Fernsehfilm, 2 Teile)
- 1983: Martin Luther (Fernsehfilm)
- 1983: Das Nürnberger Bett
- 1984: Verbotene Hilfe (Fernsehfilm von Liliane Targownik)
- 1986: Tatort – Riedmüller, Vorname Sigi (Fernsehfilmreihe)
- 1987: Tatort – Pension Tosca oder Die Sterne lügen nicht (Fernsehfilmreihe)
- 1988: Tatort – Programmiert auf Mord (Fernsehfilmreihe)
- 1988: Traumfrau mit Nebenwirkungen
- 1989: Tatort – Bier vom Faß (Fernsehfilmreihe)
- 1990: Der neue Mann (Fernsehfilm)
- 1991: Erfolg
- 1991: Wer Knecht ist, soll Knecht bleiben (Fernsehfilm)
- 1991: Moving
- 1991: Wildfeuer
- 1991: Abenteuer in den Sümpfen (Kurzfilm)
- 1993: Heidi (Fernsehfilm, 2 Teile)
- 1994: Pumuckl und der blaue Klabauter
- 1995: Hölleisengretl (Fernsehfilm)
- 1996: Der schönste Tag im Leben (Fernsehfilm)
- 1997: Mali (Fernsehfilm, 3 Teile)
- 1997: Kabel und Liebe
- 1999: Der Laden
- 2000: Harte Jungs
- 2000: Wambo
- 2002: Unterholz (Fernsehfilm)
- 2002: Verlorenes Land (Fernsehfilm)
- 2005: In einem anderen Leben (Fernsehfilm)
- 2005: Zeit der Fische (Fernsehfilm)
- 2007: Familie Sonnenfeld  (1 Folge)
- 2009: All You Need is Love: Meine Schwiegertochter ist ein Mann (Fernsehfilm)
- 2012: Tatort – Ein neues Leben (Fernsehfilmreihe)
- 2013: D'Sunn scheind schee (Kurzfilm)
- 2013: Familie Sonntag auf Abwegen (Fernsehfilm)
- 2013: Die Gruberin (Fernsehfilm)
- 2014: Renate (Kurzfilm)
- 2016: Eine Sommerliebe zu dritt (Fernsehfilm)
- 2018: Die Toten von Salzburg – Zeugenmord (Fernsehfilm)
- 2018: Petting statt Pershing
- 2019: Inga Lindström: Ausgerechnet Söderholm (Filmreihe)
- 2021: Inga Lindström: Hochzeitsfieber (Filmreihe)
- seit 2022: Lena Lorenz (Filmreihe):
  - 2022: Baby auf Probe
  - 2022: Mutterliebe
  - 2023: Schicksalsschlag
  - 2023: Krank vor Sorge
  - 2024: Harter Bruch
  - 2024: Das Leben ist jetzt
  - 2025: Blick in den Spiegel
  - 2025: Gefährliche Liebe
  - 2025: Das halbe Lottchen

## Fernsehserien (Auswahl)
- 1980–1985: Derrick (3 Folgen)
- 1982: Meister Eder und sein Pumuckl (Folge,1.14)
- 1982–1992: Der Alte (8 Folgen)
- 1984: Die Wiesingers  (20 Folgen)
- 1984–1989: SOKO München (3 Folgen)
- 1985: Geschichten aus der Heimat (Fernsehserie) Folge: Die Platzwunde
- 1986: Schafkopfrennen (5 Folgen)
- 1986: Irgendwie und sowieso (1 Folge)
- 1986: Polizeiinspektion 1 (1 Folge)
- 1986–1995: Weißblaue Weihnachten (6 Folgen)
- 1989: Lindenstraße (1 Folge)
- 1991: Löwengrube (1 Folge)
- 1993: Forsthaus Falkenau (1 Folge)
- 1993: Mir san die Brandls!
- 1994: Anwalt Abel (1 Folge)
- 1994: Halali
- 1994–1996: Ärzte (6 Folgen)
- 1994–1998: Die Wache (3 Folgen)
- 1996: Aus heiterem Himmel (1 Folge)
- 1997–2000: Der Bulle von Tölz (2 Folgen)
- 1997: Die Unzertrennlichen (13 Folgen)
- 1998: Tierarzt Dr. Engel (1 Folge)
- 1999: Café Meineid (1 Folge)
- 1999: Schwarz greift ein (1 Folge)
- 1999: Die Fallers
- 2000: Rosamunde Pilcher (1 Folge)
- 2003–2009: Um Himmels Willen (5 Folgen)
- 2005: Alles außer Sex (1 Folge)
- 2008–2010: Kanal fatal (22 Folgen)
- 2008–2013: Die Rosenheim-Cops (3 Folgen)
- 2009–2012: Franzi (10 Folgen)
- 2011: SOKO Kitzbühel (1 Folge)
- 2012–2019: Hubert und Staller (2 Folgen)
- 2015: München 7 (1 Folge)
- 2015: Monaco 110 (1 Folge)
- 2018: Team Alpin (2 Folgen)
- 2019, 2021: Inga Lindström (2 Folgen)
- 2020: Dahoam is Dahoam (1 Folge)

## Der Komödienstadel
- 1985: Der Onkel Pepi
- 1996: Zur Ehe haben sich versprochen
- 1998: Der verkaufte Großvater
- 1999: Der Zigeunersimmerl
- 1999: Die Bißgurrn
- 2001: Die Jacobi-Verschwörung
- 2001: Der Heldenstammtisch
- 2002: Der Prinzregentenhirsch
- 2002: ’s Brezenbusserl
- 2002: Achterbahn ins Glück
- 2003: Das Attenhamer Christkindl
- 2003: Skandal im Doktorhaus
- 2004: Amerikaner mit Zuckerguss
- 2005: Hopfazupfa
- 2005: Der Habererbräu
- 2005: Der weibscheue Hof
- 2006: Die Maibaumwache
- 2007: Alles fest im Griff
- 2007: Die Versuchung des Aloysius Federl
- 2007: Das Cäcilienwunder
- 2007: Foulspui
- 2008: Adam und Eva im Paradies
- 2008: Die schöne Münchnerin
- 2009: Glenn Miller & Sauschwanzl
- 2008: Pension Schaller
- 2009: Endstation Drachenloch
- 2009: Verhexte Hex
- 2010: Die Doktorfalle
- 2010: Das Kreuz mit den Schwestern
- 2010: Duttenfeiler
- 2011: A Flascherl vom Glück
- 2011: Herz ist Gold
- 2012: Die fromme Helene
- 2012: Obandlt is!
- 2013: Allein unter Kühen
- 2013: A Mordsgschicht
- 2014: Wenn’s lafft, dann lafft’s
- 2015: Paulas letzter Wille / Das Glück is a Bazi
- 2016: Ein Garten voll Schlawiner
- 2016: Göttinnen weißblau
- 2017: Rock’n’Roll im Abendrot
- 2018: Odel verpflichtet
- 2019: Der Unschuldsengel
- 2021: Das Orakel von Ramersdorf
- 2023: Ach Du lieber Gott (als Schwester Scholastika)
- 2024: A Wiesn Gschicht